# RPG (linguagem de programação)
RPG, das iniciais de Report Program Generator é uma linguagem de programação através da qual se especificam os campos a partir dos quais deveriam ser obtidos os dados para gerar relatórios impressos. Foi criada pela IBM em 1959 e comercializada a partir de 1961 visando a facilitar o desenvolvimento de programas. Era também usada, entre outras, nas máquinas de segunda geração da Burroughs Corporation: os mainframes B-200, B-300 e B-500.
Aplicações RPG II ainda são suportadas nos sistemas operacionais IBM z/VSE, IBM z/OS, HP MPE, OpenVMS e Unisys MCP.

## História
RPG é uma das poucas linguagens criadas para máquinas de cartões perfurados que ainda estão em uso hoje em dia. Isso acontece porque a linguagem evoluiu consideravelmente ao longo do tempo. Ela foi originalmente desenvolvida pela IBM na década de 1960. O nome Report Program Generator descrevia a finalidade da linguagem: geração de relatórios a partir de arquivos de dados, incluindo correspondência total de sub-registro e relatórios.
Fargo (Fourteen-o-one Automatic Report Generation Operation) foi o antecessor de RPG. Tanto Fargo e RPG foram destinadas a facilitar a transição para a máquina de tabulação IBM da unidade de equipamentos técnicos para a nova série de computadores IBM 1401.
Os técnicos de máquina de tabulação estavam habituados a plugar fios em painéis de comando ou plug-pranchas para programar a entrada, saída, controlar e executar operações de somar, subtrair, multiplicar e dividir.
Programas em máquinas de tabulação eram executados por impulsos emitidos em uma máquina ciclo; daí, Fargo e RPG emulavam a noção de ciclo de máquina no ciclo de programa. RPG foi superior e rapidamente e substituiu Fargo como programa gerador de relatórios.
É composta de 5 (cinco) tipos de folhas para programar, tais como:
File description - você listava os periféricos e as identificações das unidades físicas,
```
                  ex. Reader.....2560 ou 2301
                      Printer....1403
```

File extension - você colocava as tabelas existentes definidas
```
                ex.Tabela IR - Imposto de renda
```

File Input - descrição de todos os arquivos de entrada.
```
            ex. Cadastro  P  codigo 06    N
                             Nome   30    A
                             valab  08 02 N
             e assim sucessivamente
```

File Calculation
```
           - colocação das fórmulas
             ex. valor total=a + valab
```

File output - é a geração do layout do formulario a ser impresso.
```
             Relação Geral de cliente
```

```
            código    Nome                        valor
            ________________________________________________
             x...x x..........................x xxx.xxx,xx
             x...x x..........................x xxx.xxx,xx
```

```
            total geral........................ xxx.xxx,xx
```